# Stufenpyramide
Stufenpyramide bezeichnet ein pyramidenartiges Bauwerk mit stufenförmiger Kubatur. Solche Bauten wurden in zahlreichen Kulturen zu unterschiedlichen Zeiten entwickelt und gehen auf ganz unterschiedliche Vorbilder zurück. Sie dienten entweder als Tempel oder als Grab, wobei beide Aspekte zumindest teilweise auch verschmelzen konnten.

## Ägyptische Stufenpyramiden

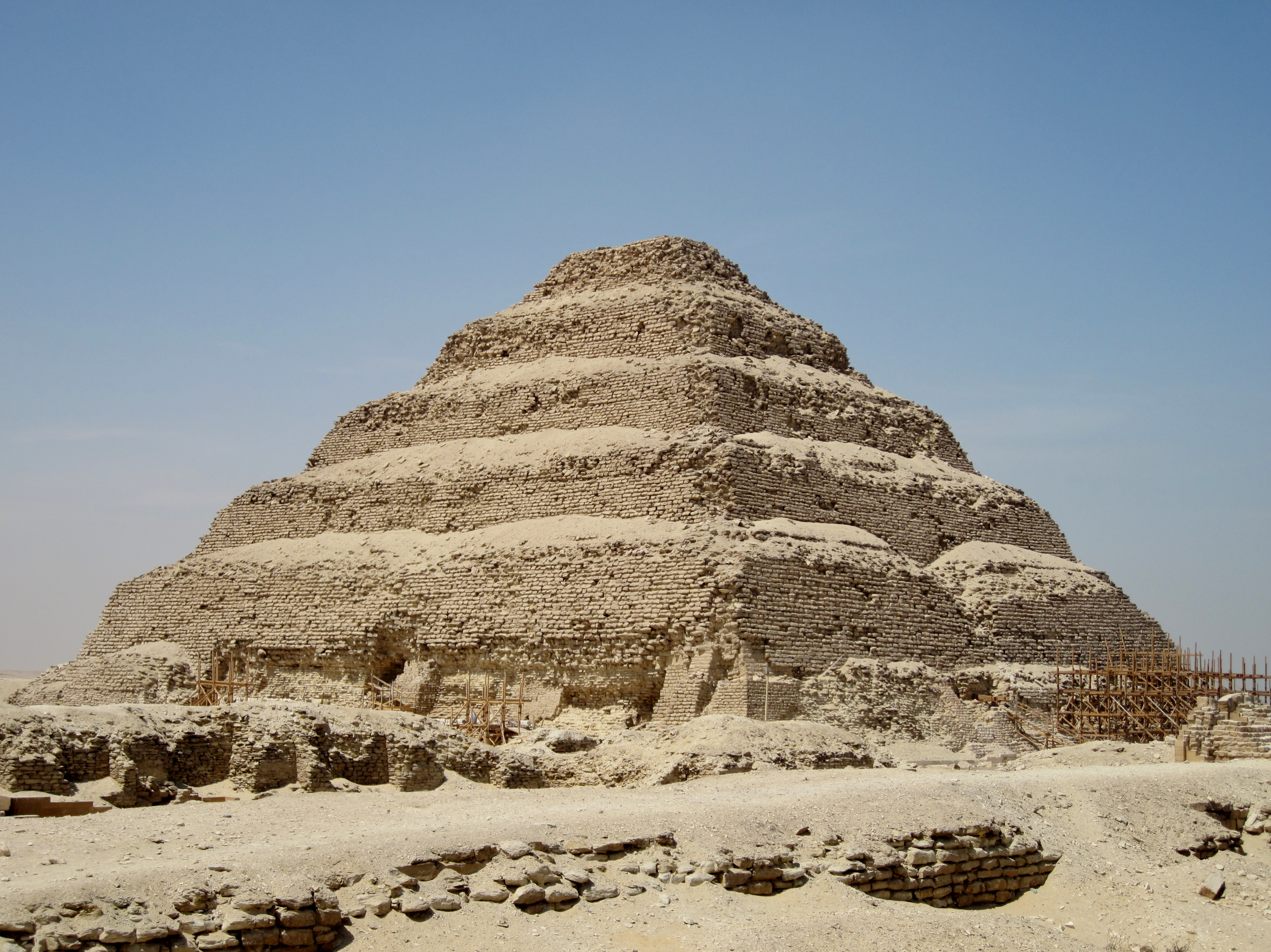
Die Djoser-Stufenpyramide in Ägypten

Mit der Djoser-Pyramide entstand um 2650 v. Chr. in Sakkara die erste Stufenpyramide der Welt. Vorbild für diesen Bau war die Mastaba – ein Grabtypus in Form eines rechteckigen, flachen und steil geböschten Tumulus. Der Bau war ursprünglich als quadratische Mastaba geplant, wurde dann aber in mehreren Bauphasen zu einer vierstufigen und schließlich zu einer sechsstufigen, rechteckigen Pyramide erweitert.
Der Bau von Stufenpyramiden blieb in Ägypten im Wesentlichen auf die durch Pharao Djoser begründete 3. Dynastie beschränkt. Djosers Nachfolger Djoserteti (Sechemchet) errichtete eine weitere Stufenpyramide in Sakkara, die jedoch nie fertiggestellt wurde. Auch die Pyramide des Chaba in Saujet el-Arjan blieb unvollendet.

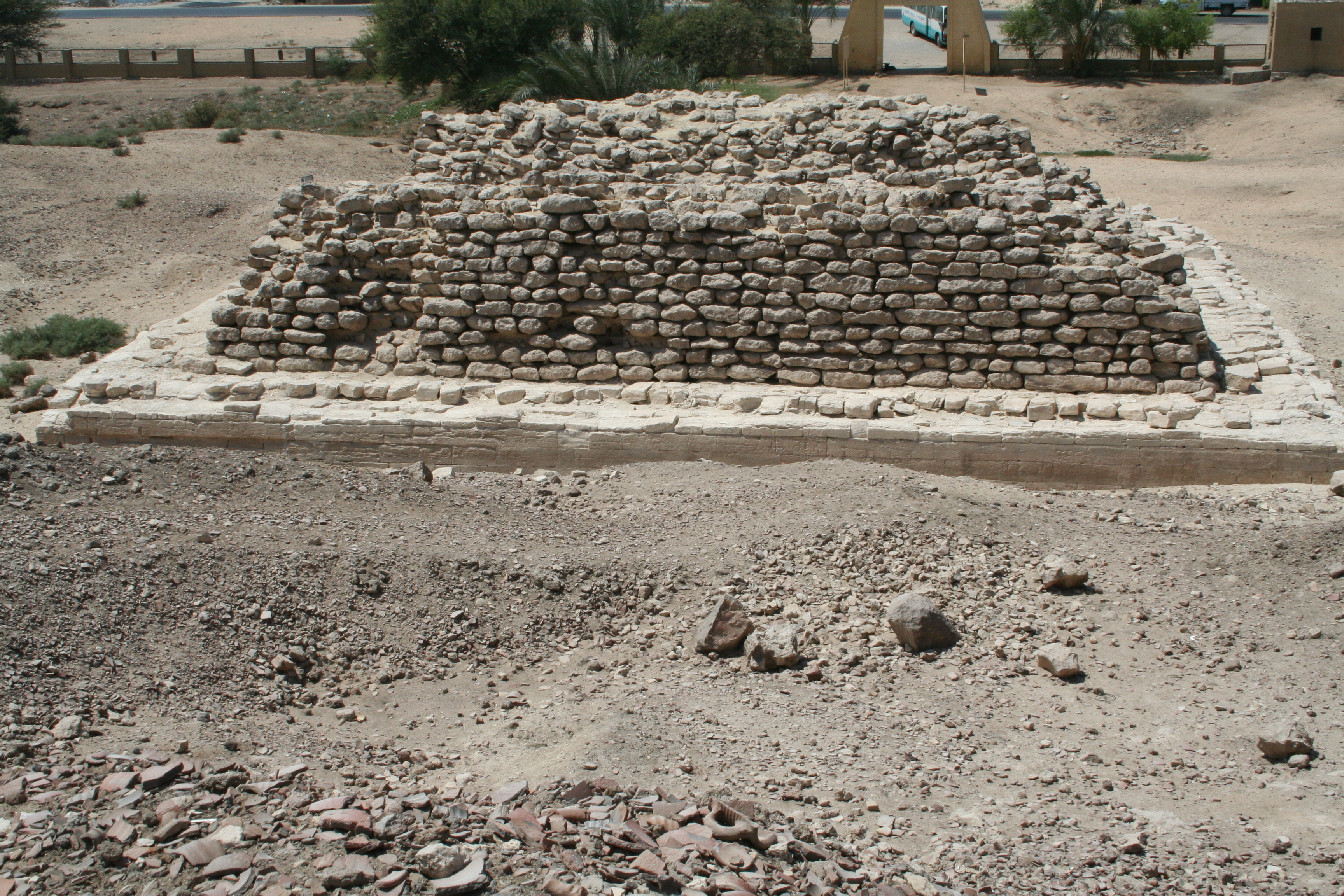
Ruine der kleinen Pyramide von Saujet el-Meitin (Basislänge: 22,5 m)

Gegen Ende der 3. Dynastie entstand eine Reihe von kleinen Stufenpyramiden, die über ganz Ägypten verstreut waren. Ihre genaue Zahl ist unbekannt; erhalten sind heute sieben, nämlich die Pyramiden in Elephantine, Edfu-Süd, el-Kula, Ombos, Sinki (bei Abydos), Saujet el-Meitin und Seila. Die Pyramide von Elephantine lässt sich Pharao Huni, dem letzten Herrscher der 3. Dynastie, zuschreiben, die in Seila Pharao Snofru, dem Begründer der 4. Dynastie. Der Erbauer der übrigen Pyramiden ist nicht sicher bekannt; es wird angenommen, dass es Huni war. Auch über die Funktion dieser Pyramiden herrscht Unklarheit, denn keine von ihnen enthält eine Grabkammer. Die Spekulationen über ihre Funktion reichen von einer Repräsentationsstätte des Königs über eine Darstellung des Urhügels oder ein Symbol der politischen und religiösen Einheit des Landes bis hin zu Kenotaphen der königlichen Gemahlinnen.
Mit Snofru setzte eine Wende im Pyramidenbau ein: Nachdem er seine erste Pyramide in Meidum zunächst als Stufenpyramide hatte errichten lassen, erhielten die königlichen Grabbauten von nun an eine glatte Fassade. Auch die Meidum-Pyramide wurde schließlich zu einer echten Pyramide umgebaut. Die letzten in Ägypten errichteten Stufenpyramiden sind die beiden Königinnenpyramiden, die Pharao Mykerinos neben seinem eigenen Grabmal errichten ließ, sowie die Neferirkare-Pyramide, die in ihrer ersten Bauphase als Stufenpyramide erbaut und später umgebaut wurde.

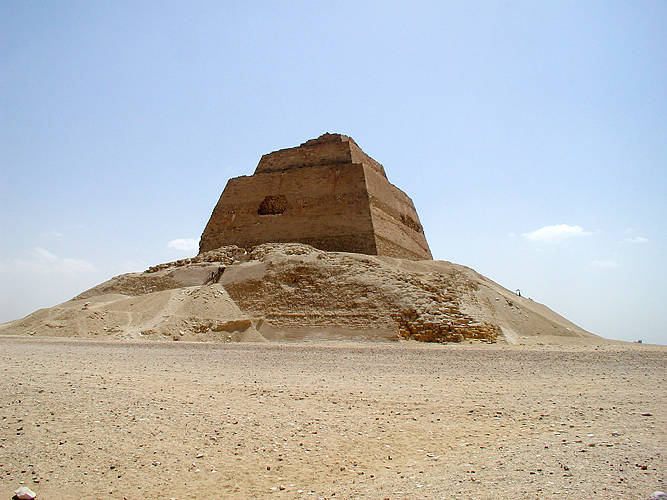
Die Ruine der Meidum-Pyramide lässt die ursprüngliche Stufenpyramide erkennen
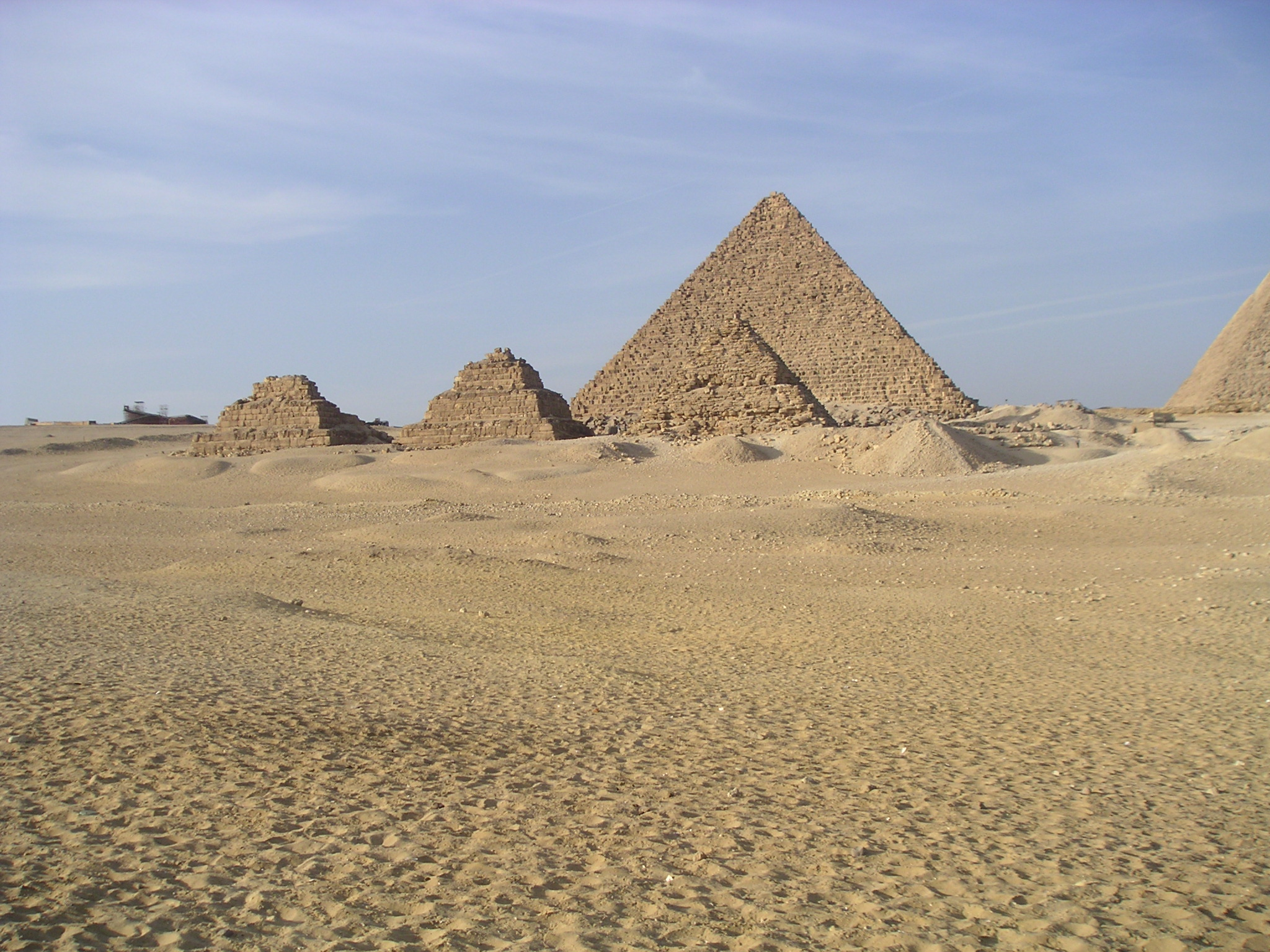
Die Königinnenpyramiden G-IIIc (links) und G-IIIb (Mitte) der Mykerinos-Pyramide
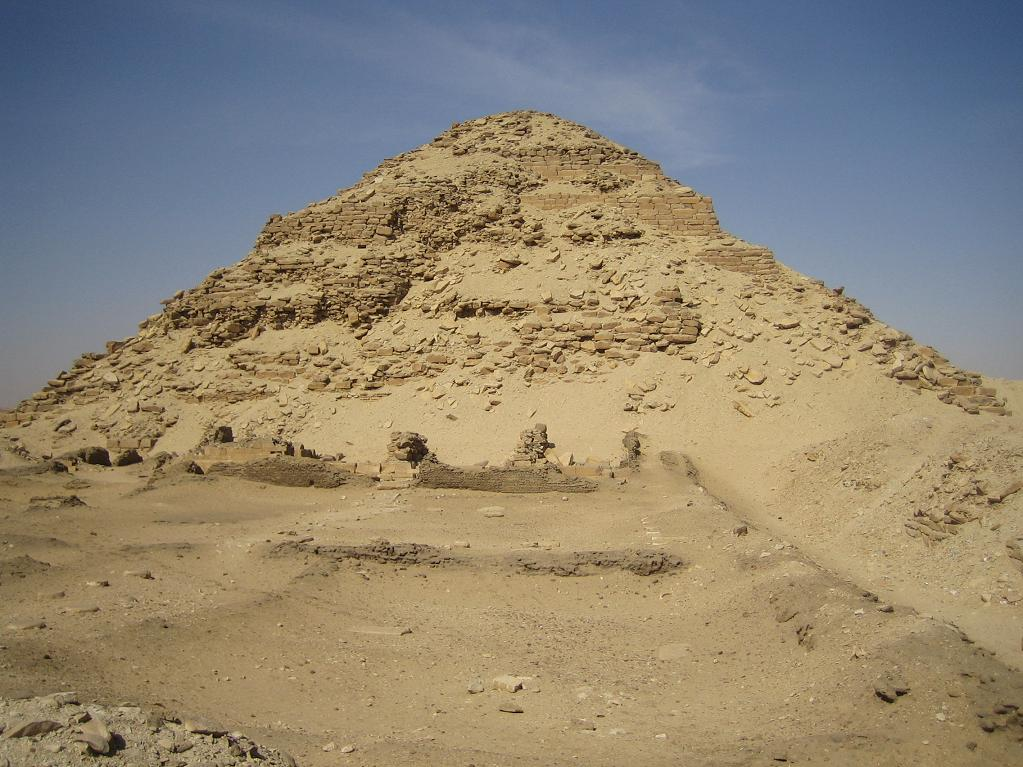
Die Stufenpyramide der ersten Bauphase der Neferirkare-Pyramide ist im Trümmerhaufen noch erkennbar

## Altamerikanische Stufenpyramiden

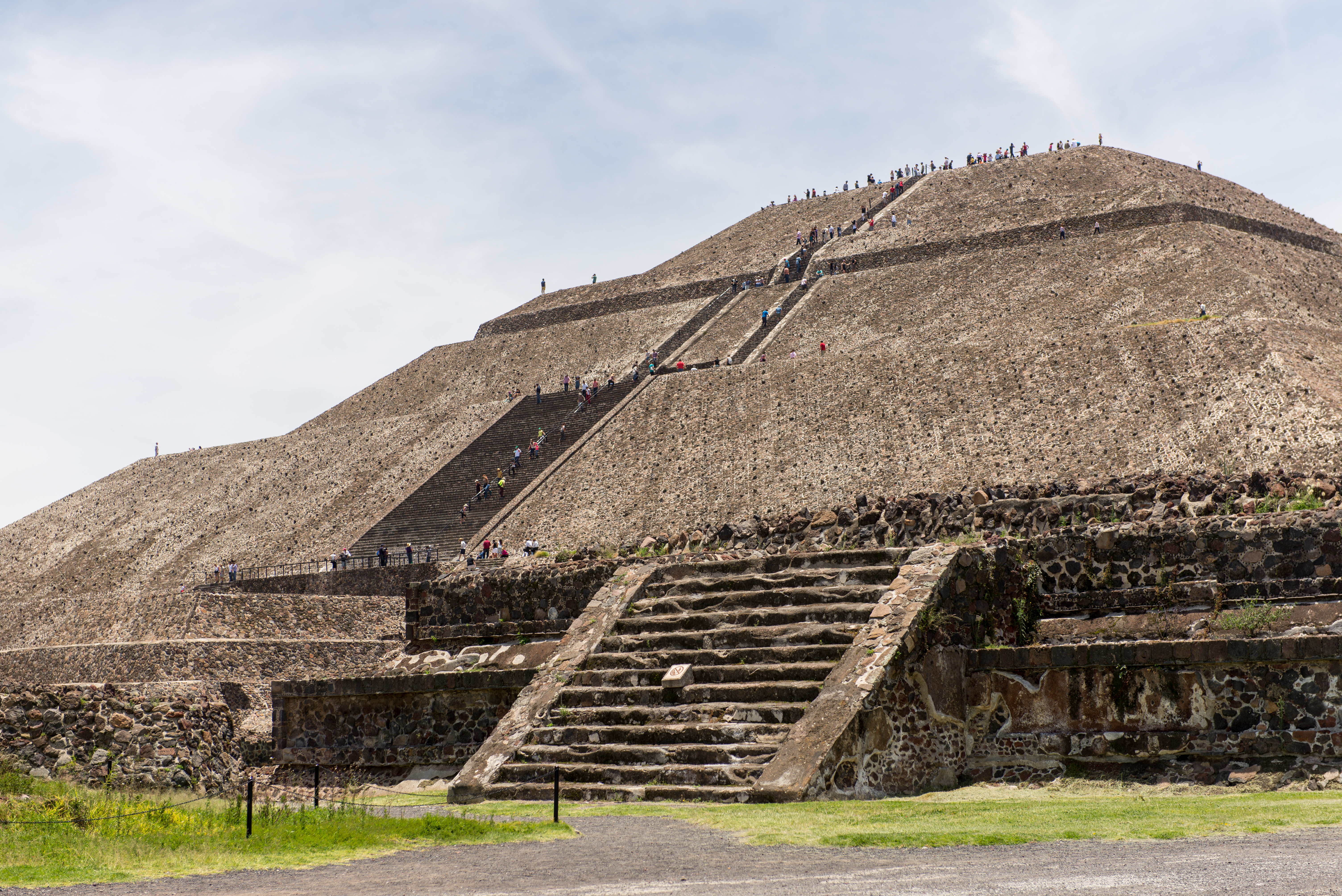
Die im zweiten oder dritten Jahrhundert nach Christus errichtete Sonnenpyramide von Teotihuacán

Die Stufenpyramiden des präkolumbischen Amerika sind anders als ihre ägyptischen Pendants eigentlich keine richtigen Stufenpyramiden, sondern eher mehrstufige Pyramidenstümpfe, auf deren Dachplattform sich ein aus Holz oder auch Stein errichteter Tempel befand. Dementsprechend existiert auch immer eine Treppe, die vom Boden auf die Dachplattform führt. Nicht selten kam es vor, dass Pyramiden nach einiger Zeit von den Erbauern mit einer größeren Pyramide überbaut wurden, wobei das ältere Bauwerk vollständig erhalten wurde. Ein Beispiel dafür ist die Große Pyramide von Tenochtitlán, die vom Zeitpunkt ihrer Errichtung im 14. Jahrhundert bis zum Fall des Aztekenreiches 1521 nicht weniger als sieben Mal überbaut wurde.
Die altamerikanischen Pyramiden dienten verschiedenen Zwecken. Ebenso wie bei den Zikkurats in Mesopotamien bestand der wichtigste Zweck darin, in die Nähe der jeweiligen Gottheiten zu gelangen und den Tempel auf diese Weise in den Bereich der Götter zu heben. Den eigentlichen Tempel auf der Spitze durften nur Priester betreten, etwa um Opfer darzubringen. Die Darbringung von Menschenopfern war bei den Kulturen und Völkern Mesoamerikas verbreitet. Es kam jedoch auch vor, dass die Pyramiden als Grabstätten errichtet wurden, wie der Tempel der Inschriften in der Maya-Stadt Palenque. Ebenfalls wurden astronomische oder kalendarische Ansätze architektonisch verarbeitet. Beispielhaft hierfür ist etwa die sogenannte Nischenpyramide in El Tajín mit ihren 365 Nischen, die das Sonnenjahr symbolisieren.

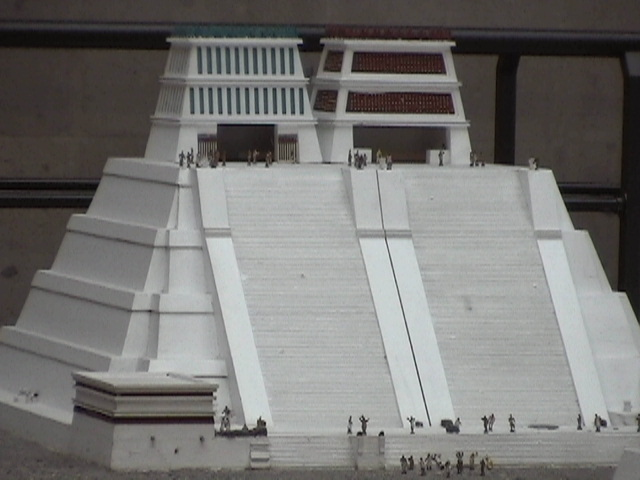
Große Pyramide von Tenochtitlán (Rekonstruktion)
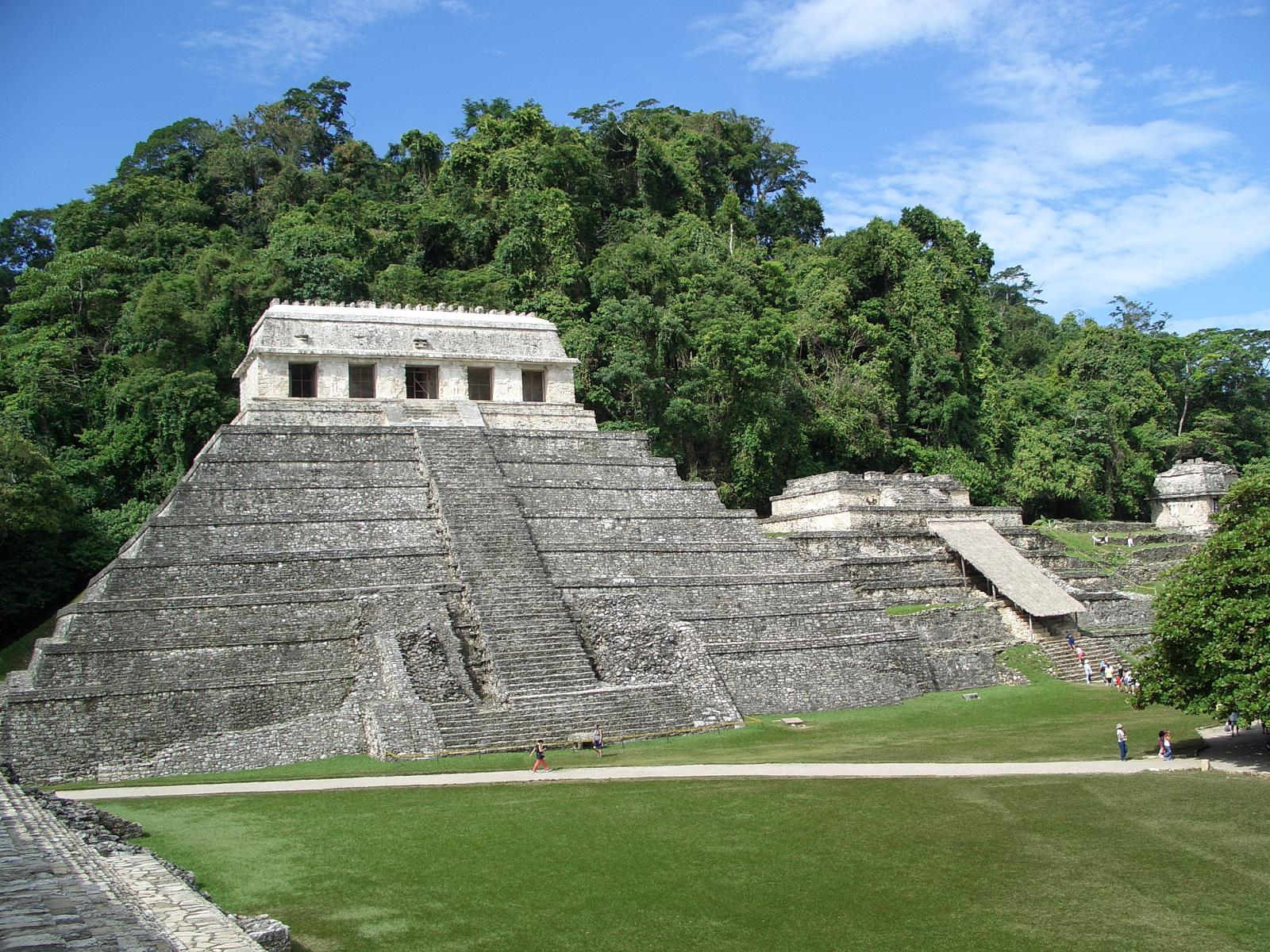
Tempel der Inschriften in der Maya-Stadt Palenque
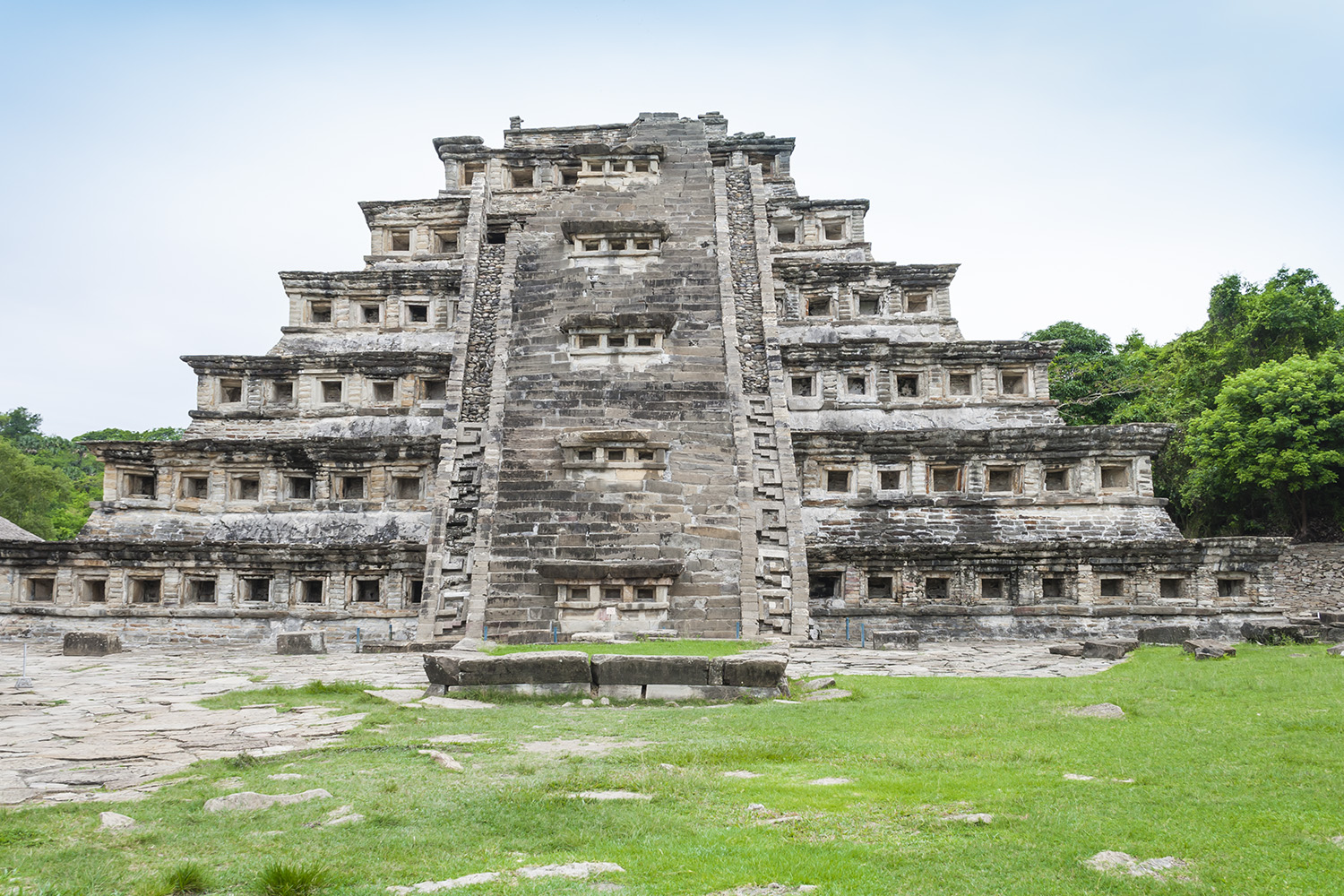
Nischenpyramide, El Tajín bei Veracruz

## Dokumentationen
Ägyptische Stufenpyramiden
- Das Zeitalter der großen Pyramiden: Der erste Monumentalbau. (Originaltitel: Les secrets des bâtisseurs de pyramides - La première pyramide.) TV-Dokumentation in HD von Alain Brunard, Sigrid Clément, Dana Celeste Robinson (Regie), F 2019, deutsche Synchronfassung ZDFinfo 2021.

Altamerikanische Stufenpyramiden
- Giganten der Geschichte - Die Maya-Pyramide. TV-Dokumentation in HD, USA 2016, deutsche Synchronfassung 2018 auf N-tv.